# Marcy Faith Behrens
Marcy Faith Behrens (ur. 4 listopada 1980 w Providence, Karolina Północna) – amerykańska aktorka, bardziej znana jako Marcy Rylan.

## Filmografia
- Dziewczyny z drużyny 3 (oryg. Bring It On: All or Nothing) (2006) jako Winnie Harper
- Guiding Light (2006–2009) jako Elizabeth "Lizzie" Spaulding Lewis